# Jason Leffler
Jason Leffler (Long Beach, 16 september 1975 – Camden, 12 juni 2013) was een Amerikaans autocoureur die voornamelijk actief was in de diverse NASCAR-raceklassen.

## Carrière
Leffler debuteerde in 1999 in de Busch Series. Hij won in deze raceklasse twee races met een eerste overwinning in 2004 toen hij op de Nashville Superspeedway won. In 2007 won hij op O'Reilly Raceway Park, het jaar waar hij derde werd in de eindstand van het kampioenschap, het beste resultaat uit zijn carrière. In 2000 debuteerde hij in de Craftsman Truck Series. In 2002 werd hij vierde in de eindstand van dat kampioenschap. Zijn enige overwinning in deze klasse kwam een jaar later toen hij won op de Dover International Speedway. Tussen 2001 en 2013 reed hij 73 races in de Sprint Cup, de hoofdklasse in de NASCAR, maar hij finishte maar één keer op een top 10-plaats. Hij reed in zijn carrière één keer de Indianapolis 500. Hij finishte op de zeventiende plaats in 2000.
Leffler overleed op 12 juni 2013 na een zware crash tijdens een Sprintcar-race op de Bridgeport Speedway in Swedesboro, New Jersey. Hij werd na het ongeval overgebracht naar het Cooper University Hospital in Camden, waar hij dood werd verklaard. Hij werd 37 jaar.